# Läkarmissionen
Läkarmissionen är en biståndsorganisation. Hjälpverksamheten startade 1958 efter ett upprop i den kristna tidningen Svenska Journalen, som Läkarmissionen nu är utgivare av och har namnrättigheterna till. Det officiella namnet är idag Läkarmissionen – stiftelse för filantropisk verksamhet. Första verksamheten var stöd till ett missionssjukhus i Sydafrika och sedan en klinik i Indien, därav namnet Läkarmissionen. Läkarmissionen arbetar i 35-talet länder i främst Afrika, men även Asien, Latinamerika och Östeuropa, och arbetar utifrån fyra huvudområden: självförsörjning, utbildning, social omsorg och humanitärt bistånd.
Läkarmissionens verksamhet vilar på en kristen värdegrund men är en religiöst och politiskt obunden organisation. 2019 blev biståndsorganisationen International Aid Services, IAS, en del av Läkarmissionen. Biståndsinsatserna genomförs genom egna lokala landkontor i Afrika eller lokala samarbetspartner, engagerade människor som lever nära dem som får hjälp. Vid humanitära katastrofer görs insatser genom landkontoren eller i samarbete med liknande internationella organisationer. Den som ger till Läkarmissionen får varje månad en rapport från olika projekt och tidningen Svenska Journalen fem gånger per år.  
Biståndsinsatserna möjliggörs av svenska privatpersoners gåvor och bidrag från biståndsorgan såsom Sida, Unicef, ECHO och Danida. Läkarmissionen har secondhandbutiker där skänkta saker säljs till förmån för det internationella hjälparbetet och en gåvoshop på nätet  där människor kan stötta olika projekt genom att köpa gåvor, som också kan ges bort som presenter med gåvobevis. Läkarmissionen informerar om sin verksamhet och samlar in pengar och värvar månadsgivare genom aktiviteter som konserter och event, exempelvis Sånger för Livet och Mammagalan. Läkarmissionens Aktion Julklappen är en omtyckt tradition där svenska barn lär sig om barns rättigheter och olika livsvillkor medan de slår in julklappar som förmedlas till utsatta barn i östra Europa. 
Läkarmissionen har 90-konto och granskas därmed av Svensk Insamlingskontroll och är medlemmar av Giva Sverige. Läkarmissionen finns med i flera samarbeten, bland annat Riksinsamlingen för Världens Barn.